# Julio Maceiras
Julio Maceiras Fauque (22 de abril de 1926 - 6 de setembro de 2011) foi um futebolista uruguaio que atuava como goleiro.

## Carreira
Julio Maceiras fez parte do elenco da Seleção Uruguaia de Futebol, na Copa do Mundo de 1954.

## Títulos
- Copa América de 1956